# 翟镇镇
翟镇镇，是中华人民共和国河南省洛陽市偃师区下辖的一个乡镇级行政单位。

## 行政区划
翟镇镇下辖以下地区：
翟西村、翟东村、宁南村、宁北村、田中村、田西村、田北村、大炉庄村、东洼村、西洼村、北许村、二里头村、四角楼村、圪当头村、前李村、甄庄村、王七村、卧龙村和前王村。